# Greensleeves Records
Greensleeves Records & Publishing es un sello discográfico especializado en música dancehall y reggae. La compañía fue fundada por Chris Cracknell y Chris Sedwick y comenzó como una pequeña tienda de música en West Ealing, Londres, en noviembre de 1975 y su sede está ubicada en Gran Bretaña.
Han publicado grabaciones de Anthony Johnson, Barrington Levy, Billy Boyo, Chezidek, Dennis Brown, Dr Alimantado, Eek-A-Mouse, Elephant Man, Freddie McGregor, Gregory Isaacs, Keith Hudson, Mad Cobra, Scientist, Shabba Ranks, Sizzla, Vybz Kartel y Yellowman, y han tenido éxitos pop con Tippa Irie («Hello, Darling»), Shaggy («Oh, Carolina»), Beenie Man («Who am I») y Mr Vegas («Head High»). En 2002, Greensleeves publicó el álbum popular Diwali, el cual lanzó un resurgimiento global en la música dancehall reggae. El álbum incluyó los éxitos mundiales «No Letting Go» por Wayne Wonder y «Get Busy» de Sean Paul. El riddim (ligeramente modificado) fue también utilizado por Lumidee en el éxito «Never Leave You». El sello tiene en su catálogo cerca de 500 álbumes.
Greensleeves Publishing tiene un catálogo extenso de canciones reggae en el mundo, incluyendo los derechos de las canciones: «Oh, Carolina» de Shaggy, «Get Busy» de Sean Paul y «Break it Off», entre más de 20.000 derechos de autor.
La compañía fue comprada por Zest Inc. en 2006, y en el 2008 fue comprada por VP Records.